# Brama Ruska
Brama Ruska – jedna z bram miejskich średniowiecznego Wrocławia, usytuowana w linii wewnętrznych umocnień nad pełniącą rolę fosy miejskiej Czarną Oławą. Składała się ze zbudowanej na planie kwadratu wieży i przedbramia, zwieńczonego blankami. Przez bramę biegł trakt – ulica Ruska – z Rynku w kierunku zachodnim.
Wzniesiona w XIII wieku, była wraz ze znajdującą się nieopodal starą Bramą Mikołajską ważnym elementem ówczesnych fortyfikacji; obie te bramy straciły jednak swoje znaczenie wojskowe po wybudowaniu nowej Bramy Mikołajskiej (w XIV wieku) w linii fortyfikacji zewnętrznych. Przedbramie Bramy Ruskiej rozebrane zostało w XVIII wieku, a pozostałe elementy fortyfikacji bramy – po roku 1807, w związku z nakazaną przez Francuzów likwidacją miejskich fortyfikacji.